# Jens Stage
Jens Dalsgaard Stage (dänisch [jɛns ˈtɛˀlsˌkɒˀ ˈsdæːjə]; * 8. November 1996 in Aarhus) ist ein dänischer Fußballspieler. Er steht bei Werder Bremen unter Vertrag. Er ist ehemaliger dänischer Nachwuchsnationalspieler und absolvierte im November 2021 sein erstes Spiel für die dänische A-Nationalmannschaft.

## Karriere

### Verein

#### Jens Stage in Aarhus und Umgebung
Jens Stage spielte in seiner Kindheit und Jugend bei Arbejder Sport Aarhus (ASA), danach bis 2013 bei IF Lyseng und anschließend beim Brabrand IF, einem Aarhuser Vorortverein, für den er auch im Seniorenbereich zum Einsatz kam. Im Januar 2016 schloss er sich dem Erstligisten Aarhus GF an. Einsätze in der Rückrunde der Saison 2015/16 gab es für Stage – und das teils als Einwechselspieler – erst in der Schlussphase der Spielzeit, in der Aarhus GF den zehnten Platz belegte. Zudem erreichte der Verein im dänischen Pokal 2015/16 das Finale, wo er mit 1:2 gegen den FC Kopenhagen verlor.
In der Saison 2016/17 kam Jens Stage vermehrt zum Einsatz, gehörte aber selten zur Startelf. Aarhus GF musste in die Abstiegsrunde und danach in die Play-offs, wo schließlich der Klassenerhalt sichergestellt werden konnte. In der Spielzeit 2017/18 saß Stage während der regulären Saison phasenweise ohne Einsatz auf der Ersatzbank, erkämpfte sich dann aber – eingesetzt als rechter Außenverteidiger oder als rechter Mittelfeldspieler – einen Platz in der Stammelf. Aarhus GF qualifizierte sich dieses Mal über die Abstiegsrunde für die Play-offs und setzte sich dort gegen Odense BK sowie gegen SønderjyskE durch.
Jens Stage behielt schließlich seinen Platz in der Stammformation und fehlte in der Saison 2018/19 in nur zwei Partien und dabei jeweils nur wegen einer Gelbsperre, ansonsten kam er in jedem Spiel zum Einsatz und war immer Teil der Startelf. Stages Vertrag lief bis Sommer 2019.

#### Drei Jahre beim FC Kopenhagen
Zur Saison 2019/20 wechselte er zum FC Kopenhagen, dem größten Verein Dänemarks. Auch beim Verein aus der Hauptstadt erkämpfte sich Jens Stage mit zunehmender Dauer einen Stammplatz und wurde dabei als zentraler Mittelfeldspieler, als rechter oder als linker Mittelfeldspieler eingesetzt. Vor seiner Ankunft wurde der FC Kopenhagen dänischer Meister und dadurch nahm der Verein an der Champions League teil. In der zweiten Qualifikationsrunde setzten sich die Dänen gegen The New Saints FC durch, schieden allerdings in der dritten Qualifikationsrunde gegen Partizan Belgrad aus und mussten somit in der Europa League antreten. In den Play-offs setzten sich der FC Kopenhagen gegen den FC Riga durch und schied erst im Achtelfinale gegen den FC Kopenhagen aus. Während dieser Europareise kam Stage in 15 Partien zum Einsatz. In der Liga wurde der FC Kopenhagen Vizemeister hinter dem FC Midtjylland. In der Saison 2020/21 kam er zwischenzeitlich – auch wegen einer Verletzung sowie wegen einer Infektion mit dem Coronavirus – nicht zum Einsatz, war aber ansonsten weiterhin Teil der Stammelf, zumeist als zentraler Mittelfeldspieler. International war die Reise für den FC Kopenhagen früh beendet, als dieser in der Qualifikation zur Europa League gegen HNK Rijeka ausschied und in der Liga reichte es abermals nur zur Vizemeisterschaft, nun wurde auch der Erzrivale Brøndby IF Meister. In seinem dritten Jahr war Jens Stage weiterhin Stammspieler als rechter oder zentraler Mittelfeldspieler und beendete die Saison als dänischer Meister, verpasste allerdings den Großteil der Meisterrunde wegen einer Verletzung. International startete der FC Kopenhagen in dieser Saison in der neugegründeten UEFA Europa Conference League und erreichte dort das Achtelfinale, wo der PSV Eindhoven Endstation bedeutete.

#### Auslandserfahrung in Deutschland
Nach drei Jahren wechselte er zur Saison 2022/23 nach Deutschland in die Bundesliga zum Aufsteiger Werder Bremen. Für Werder spielte er bis zur Pause vor der Weltmeisterschaft 2022 in 14 der 15 Bundesligaspiele.

### Nationalmannschaft
Jens Stage absolvierte ein Spiel für die dänische U18-Nationalmannschaft. Er wurde im August 2018 für die EM-Qualifikationsspiele gegen Finnland und Litauen erstmals zur dänischen U21-Nationalmannschaft eingeladen und debütierte im Oktober 2018. Mit der U21-Nationalmannschaft qualifizierte er sich für die U21-Europameisterschaft 2019 in Italien und San Marino und kam beim Turnier in einem Gruppenspiel zum Einsatz.
Am 15. November 2021 spielte Stage bei der 0:2-Niederlage im WM-Qualifikationsspiel gegen Schottland erstmals für die A-Nationalmannschaft.

## Erfolge
Aarhus GF
- Dänischen Vize-Pokal-Sieger: 2015/16

FC Kopenhagen
- Dänischer Meister: 2022